# Villanueva de la Condesa
Villanueva de la Condesa – gmina w Hiszpanii, w prowincji Valladolid, w Kastylii i León, o powierzchni 11,4 km². W 2011 roku gmina liczyła 64 mieszkańców.